# 荒牧陽子
荒牧 陽子（あらまき ようこ、1981年1月14日 - ）は、日本の女性シンガーソングライター、ものまねシンガー。フリースタイル所属。血液型はA型。身長153cm。
岡山県岡山市出身。就実高等学校卒業。ものまねクイーン、歌まね女王、ガイドボーカルのカリスマ等の異名をもつ。

## 経歴

### 幼少時～オリジナル歌手としての活動
幼少時より歌が得意で抜群の音感を有していた。2歳にして音程を取りながら歌唱しており、3歳で既に30を超える歌のレパートリーがあった。小学校高学年になる頃から地元の歌コンテストに次々と参加。ことごとく優勝や入賞を果たし「コンテスト荒らし」と呼ばれていた。
1997年5月18日に放送された『NHKのど自慢』（NHK総合・ラジオ第1、岡山県久世町）でチャンピオンとなり翌年3月14日開催の同番組のチャンピオン大会に出場している。
2001年2月18日放送の同番組の岡山市大会でもチャンピオンになっている。
ピアノや演歌も幼少時より学んでいた。
就実高校を卒業後、20歳で上京しシンガーソングライターとしての活動を開始。一方で様々なオーディションを受けるもなかなか合格できなかった。その為、スタジオミュージシャンやコーラス、カラオケのガイドボーカル（お手本ボーカルとも呼ばれ、うろ覚えの曲を歌う際にお手本として聞く事ができるボーカル）等の活動を並行し生計を立てていた。
シンガーソングライター・スタジオミュージシャンとしての活動では、全曲荒牧が作詞作曲のオリジナルアルバム『Anytime musix』が代表作。
また、パチンコ「CRリング呪いの7日間」の10R大当たり曲である『雫（しずく）』や、同じく自身の作詞作曲である『Only love』など、多数のオリジナル楽曲も持っている。
その他、ヒップホップやソウルミュージック、ロック、ジャズ等あらゆるジャンルで様々な楽曲を歌唱している。

コナミデジタルエンタテインメントの音楽ゲーム「BEMANIシリーズ」（『pop'n music』、『GuitarFreaks』、『DrumMania』、『jubeat』など）では、2004年以降収録楽曲のボーカルとして度々参加しており、キャラクター「三度笠ポン太」をテーマにした曲（泉陸奥彦作曲）などでは「あーたん」という名義を名乗ることもある。
Fate/stay nightというゲームのオープニングテーマ曲『黄金の輝き』を歌唱（MAKI名義）、オリコン18位を記録している（2007年4月30日付）。　
コーラスの活動では五木ひろしやKinKi Kids等、大物アーティストのツアーコーラスも度々務めている。 　
2004年頃から始めたカラオケのガイドボーカルの活動は、本物に大変似ているとインターネットや口コミ等で評判になりメディアへの露出が増えたことで、後にものまねシンガーとしてデビューするきっかけになった（詳細後述）。ガイドボーカルの仕事はブレイク後も続けており、これまで1000曲を超える広いジャンル・アーティストの楽曲に携わっている。世間に名前が浸透したことで彼女が歌ったガイドボーカル曲についての問い合わせが殺到した。LIVEDAMに備え付けられた一部のデンモク（カラオケ子機）では、荒牧が担当したガイドボーカル曲のみを選択する事が可能なボタンが付くまでになった。
知名度の高いオリジナルのヒット曲こそ無いものの、ものまねデビュー以前の時点で既にシンガー・ミュージシャンとしては非常に高い評価を得ていた存在であった。

### ものまねシンガーとしてブレイク
『シルシルミシル』（テレビ朝日）や『Mero.jpミュージックChannel』（TOKYO MX）などのテレビ番組でガイドボーカルのカリスマとして紹介されるなど主要メディアに露出しはじめると、様々なジャンルの新たなスターを求める日本テレビのスタッフ陣が荒牧に着目した。ものまねシンガーとしてメディア出演を促し、2011年7月19日放送のバラエティ番組『スター☆ドラフト会議』において、遂にものまねデビューを果たす。そこで平原綾香、倖田來未、坂本冬美、大塚愛、MISIA、レディー・ガガなどのものまね10連発に挑戦。大きな反響を得ると、圧倒的な歌唱力と妖艶な美貌も相まって一気にブレイクし、イベントやテレビなど500件以上ものオファーが舞い込んだ。事務所オファーもエイベックス、ケイダッシュ、太田プロダクションなど11社にのぼり、争奪戦の末ケイダッシュ系列のピーチ所属となった。 
（所属事務所は後にフリースタイルへ移籍）
その後も『スター☆ドラフト会議』や『ものまねグランプリ』をはじめ、在京キー局のバラエティ番組を中心に多数のメディアに登場。並行して全国でイベントやディナーショーを催し世間での知名度を上げて行った。

### シンガー・ものまねシンガーとしての評価
シンガーとしては、4オクターブの声域を安定して縦横無尽に発声可能。ポップス・ロック・演歌・洋楽・R&B・ジャズ等の幅広いジャンルをいずれもハイレベルに歌いこなす抜群の歌唱力が高評価を得ている。
ものまねデビューした番組である『スター☆ドラフト会議』への初出演後、同番組で約１年に渡り準レギュラーを務めた。一般的なものまねタレントが１レパートリーの開発に数か月費やすところ、荒牧はほぼ週に１つという驚異的なスピードで新レパートリーを開発・披露している。歌ものまねの根幹となる能力（音感・聴力・特徴を捉え再現する技術）も歌唱力とともにずば抜けていると評価されている。
ものまねのクオリティは、音楽やエンターテインメントに関する高リテラシー層（ものまねをエンターテインメントとして捉えている、多くはミュージシャン等音楽のプロ・アーティスト、同業者等）から概ね高い評価を得ている。逆に単にものまねを（自己の感覚での本人と）似ているか否かのみでクオリティを判断する多くの一般視聴者の間では（彼女がメディアでものまねを披露すると）感覚の相違や好み、本人のファンか否か等で似ている・似ていないの賛否両論がSNS上に飛び交う。
荒牧本人も、「単に似ている人になるのではなく、シンガー荒牧陽子としての個性も出しながら、見ている人に楽しんでもらえるパフォーマンスをしていきたい」
「ただ上手に歌えるだけじゃなく尊敬を持ってその人が持っている色を出したい、自分が歌うときも愛情を持って歌うので、その方と同じような気持ちが出せるように歌っている」と語っており、本人をリスペクトしながら、その楽曲の魅力を最大限に引き出すパフォーマンスを意識している。
下記は荒牧のパフォーマンスに対する評価・コメントの一部である。　
- マーティ・フリードマン（元メガデス (バンド)ギタリスト） 「違う人種の歌まねをこなせており、ものまねより一次元上のパフォーマンスだと評価できる」[21]
- 倖田來未 「歌でしっかり魅せるものまねは歌唱力が無いとスタート地点に立てないが、彼女（荒牧）は完全に（飛びぬけた歌唱力で）飛び級している状態で、似ていて上手い、2つが揃っている」[22]
- 新妻聖子 「神がかり過ぎて言葉にならない、泣きそうになった、天才。この曲は本当に難しく声帯を薄く当てて早くスタッカートで行かなければならないが、微塵もぶれず余裕すら有る」[23]
- つんく♂ 「音楽業界の中でここまで歌える人って本当にいない」
- 黒沢薫（ゴスペラーズ） 「単に声量を真似するだけではなく（声量だけで誤魔化さず）歌いだし、言葉、タイミングの押し引きが全く本人と同じで上手すぎて笑ってしまうほど」[24]
- 白石涼（しらスタ） 「深い響きの声+瞬間裏声の切替が素晴らしく、ビブラートの扱いが神」[25]
- 今井大介（音楽プロデューサー） 「いま日本で一番歌が上手いのは荒牧陽子さんで間違えないですか？」[26]
- 浅岡雄也（FIELD OF VIEW ボーカル） 「Pitch善すぎのうえに声色までですから異論なしです」（上記今井のツイートへの返信）[27]
- アンミカ（過去CDデビュー、グレンミラーオーケストラ参加） 「MISIAをものまねする人の中で、これだけ似せて超えて来る人を聞いた事が無い」
- コロッケ (タレント) 「マネする人の音圧に近い声を出せる。ピアノの調律師のように音をちゃんとはめ込む」
- 松浦航大 「持っているテクニックでその人に完全になる、歌唱力が凄過ぎて訳わかんない」[28]
- 今井マサキ（歌手） 「細かい音程を全て外すことなくサビはオクターブの動きを難しそうに聴かせない」[29]
- 松尾潔 （音楽プロデューサー） 「本当に上手い、MISIA（MISIAクラスの難易度の）の曲が器に合っているというか、こんな上手い歌は地上波でなかなか見る事・聞く事はできない。」[30]

また、それを証明するかの様に、アーティスト達からも一目おかれる存在で、大黒摩季、工藤静香、LiSA、倖田來未等をはじめとする多くのトップアーティスト達が、自身をものまねされたお礼や賞賛・感想を荒牧本人に送ったり、SNSで発信、共演オファーを送る等している。
　
2012年10月、岡山出身の各業界選抜の若手次世代リーダーを顕彰する「オカヤマアワード」の特別賞をボクシングのロンドンオリンピックメダリスト清水聡らと共に受賞。

　
兼松グランクスが運営するアンケートサイト「RankinClip」の「クオリティが凄い！最強のモノマネタレントランキング」アンケートで第１位。

### 近年の活動
2012年11月、激務から来る喉や体調・メンタル不調のため一時休業を発表し2013年1月から休業していた。不調が癒えた2014年夏頃より徐々に活動を再開するも2016年に出産のため再度セーブ、翌2017年8月にテレビ等含め本格的に復帰した。
復帰後は、全国でのイベントやディナーショー等の活動を中心にテレビやラジオをはじめとした各種メディアにもコンスタントに出演。近年ではモノマネ番組だけにとどまらず「歌うま系」の番組に（多くはモノマネ界代表の立ち位置で）出演する機会も増え、公式YouTubeチャンネルの立上げ・本格投稿の開始など（詳細後述）、活躍の場を広げている。
2018年10月1日より、ファン向けメールマガジン「マキタソMailMag」の配信開始。　
2019年10月現在、公式のファンクラブは存在しない。　
2019年11月15日に、要望の多かったカバーアルバム「リスペクト！ ～わたしが昭和を歌ったらこんな感じ！～」を発売。
2020年5月、インディーズ時代に個人的に利用していたYouTubeチャンネルを公式チャンネルへ格上げし、動画投稿を本格的に開始。四半期に1回程度と動画UPの頻度は少ないが、登録者30万人を超える、ものまねタレントのYouTubeチャンネルとしてはトップクラスの人気チャンネルとなっている。　
ものまねデビュー以降のレパートリーは歌まねのみであったが、youtube公式チャンネルやメディアでは多数の声まね（アニメ）を披露している。　

### ものまね・歌うま・エンタメ系番組での評価・結果
2012年1月2日放送の『世界1のSHOWタイム〜ギャラを決めるのはアナタ〜』（日本テレビ）で139万800円のギャラを獲得。日本と世界各地から一流パフォーマーが集い観客300人とVIPゲストがそれぞれのパフォーマンスに対し値段を付け、合計金額がパフォーマーのギャラとなる企画の番組。ものまねカテゴリーの出演者としては青木隆治を上回り最高額。
2012年4月1日放送の『ものまねグランプリ最強のコラボレーション&本人が選んだテッパンネタ祭り!!』（日本テレビ）で山寺宏一と組んでウィ・アー・ザ・ワールドをシンディ・ローパーら7人の外国人女性歌手のものまね・カバーで歌い上げ、MVPを獲得。
（2013年～2017年春頃までは前述の状況（休業等）のため、ものまね番組への出演はしていない）
2020年5月19日放送の「ものまねグランプリ 歌ものまねNo.1決定戦」（日本テレビ）で優勝、初代チャンピオンとなる。
2021年2月12日放送の「千鳥の鬼レンチャン 激ムズ！サビだけカラオケ」（フジテレビ）で、その時点で番組史上2人目となる鬼レンチャン（サビを一音も外さず10曲連続で歌う）を達成。
同年5月24日放送の「教えてもらう前と後、歌うまベスト10」（TBS）において、100人のものまねタレントが選ぶ「歌うまものまねタレント（シンガー）」で準優勝（女性の第1位、全体ではビューティこくぶが荒牧と1票差の第1位）となる。　
同年9月20日放送の同番組の「歌うま選手権」（TBS）（音楽のプロ審査員5人がジャンル混在の66人の歌うまの中から選ぶ）でも、審査員5人中3人からパーフェクト（100点）の評価を受け、全体の1位に選ばれている。　
同年9月21日放送の百王（TBS）では、100秒間に14組のハイクオリティなものまねを切り替える高度なテクニックで歌唱、レジェンド部門のBEST OF 百王を獲得。　
同年12月3日放送のものまね王座決定戦（フジテレビ）に初出場。史上最高レベルと謳われた大会であったが、予選リーグ1位、予選リーグの点数がクリアされての一発勝負の決勝戦でも1位というパーフェクトで初出場・初優勝を飾る。
同年12月21日放送のものまねグランプリ（日本テレビ）で、決勝で新鋭の武内駿輔に敗れるも準優勝を果たす。　
同年12月29日放送の「千鳥の鬼レンチャン 激ムズ！サビだけカラオケ」（フジテレビ）へ2月に続き出演。「ものまねをしながら」のハンデを負いながら、この放送回ただ一人の鬼レンチャン（サビを一音も外さず10曲連続で歌う）を連続で達成。
ものまねでの達成はこの時点で唯一、連続での達成は番組史上唯一。
2月に鬼レンチャンを達成した際は（ものまねシンガーとして周知されていながら）ものまねを封印しての達成に対する指摘や批判が一部からあり、それらを受ける形で今回はものまねで挑戦しての達成となった。前回ものまねを封印した理由は、音を外さず歌う事を第一に求められるという企画において（ものまねより遥かに長いキャリアのあるガイドボーカルの「カリスマ」と呼ばれる存在でもあり）ガイドボーカル業界全体を代表しての出演でもあるという立場や矜持から音を外す事は絶対許されない＝鬼レンチャンの達成を最優先したためであった。
2022年3月17日放送のニンゲン観察バラエティ モニタリング（TBS）の2021年度「モニタリング大賞 視聴者投票＆反響TOP10」において、全分野の出演者972名中3位。　
2022年4月3日放送のTHEカラオケ★バトル（テレビ東京）「芸能界最強歌うま王決定戦！2022春」は僅差の準優勝。

続く同年8月7日放送のTHEカラオケ★バトル（テレビ東京）「芸能界最強歌うま王決定戦！2022夏」では優勝しリベンジをはたす。

これらの様に地上波を初めとするメジャーなものまね番組や歌うま・エンタメ系の主要番組の殆どで優勝を果たす・上位進出する等、結果を出し続けており、その圧倒的な実力から「ものまねクイーン」「歌まね女王」等の名をほしいままにしている。

### プライベート等
自身のInstagramで2016年秋頃に出産していたことを明かした。　
「謙虚なオラオラ」（必要以上に謙虚で、中身は強く自信を持って、気持ちで前に進む）を信条としている。非常に謙虚な人柄で知られ、同業者や無名時代からのミュージシャン仲間も含め彼女を慕う者は多く、交友関係も広い。他者のSNS等にも頻繁に登場している。

大黒摩季の大ファンである。ニックネームの「マキタソ（まきたそ）」は、自身が「荒牧」で大黒のファンである事から「マキ」と呼ばれる様になり、マキ→マキタン（まきたん）→マキタソ（まきたそ）と変化したもの。　
2020年には大黒摩季のyoutubeチャンネル出演（カラオケ対決）、LINE LIVE出演、オリジナルアルバム「phoenix」での歌唱、ツアーファイナル出演等、多くの共演を果たした。　

## ものまねレパートリー
- あの
- aiko
- あいみょん
- アグネス・チャン
- 麻丘めぐみ
- 麻倉未稀
- 浅田美代子
- Ado
- 天地真理
- アンジェラ・アキ
- アンパンマン（アンパンマン）
- 幾田りら（ikura、YOASOBI）
- 石川さゆり
- 磯野カツオ（サザエさん）
- 五輪真弓
- 岩崎宏美
- 岩崎良美
- HY (バンド)
- Aimer
- 大黒摩季
- 太田裕美
- 大塚愛
- 鬼束ちひろ
- 葛城ユキ
- 加藤ミリヤ
- ガチャピン
- カレン・カーペンター（カーペンターズ）
- 川本笑瑠 (CUTIE STREET)
- 神田沙也加
- 岸谷香
- キム・カーンズ
- キャンディーズ
- 工藤静香
- 久保田早紀（久米小百合）
- クリスティーナ・アギレラ
- 倖田來未
- 小林幸子
- 小柳ゆき
- 小柳ルミ子
- 坂本冬美
- さくらまや
- 指原莉乃
- 椎名林檎
- シーラ・E
- ジジ（魔女の宅急便）
- SHISHAMO
- 島袋寛子
- JUJU
- ジュディ・オング
- シンディ・ローパー
- Superfly
- ダイアナ・ロス
- ちあきなおみ
- チーズ（アンパンマン）
- chay
- CHARA
- ちゃんみな
- 椿鬼奴
- ディオンヌ・ワーウィック
- テレサ・テン
- 天童よしみ
- てんどんまん（アンパンマン）
- ドキンちゃん（アンパンマン）
- ドラえもん（新）（水田わさび）
- ドラえもん（旧）（大山のぶ代）
- 中島美嘉
- 中島みゆき
- 中村あゆみ
- 中森明菜
- 長屋晴子 (緑黄色社会)
- 夏川りみ
- 西野カナ
- のび太（ドラえもん）
- 元ちとせ
- バタコさん（アンパンマン）
- 浜崎あゆみ
- ピカチュウ（ポケットモンスター）
- hitomi
- ビヨンセ
- 平原綾香
- 平松愛理
- 広瀬香美
- ブリトニー・スピアーズ
- 古澤里紗 (CUTIE STREET)
- ベアトリス（Re:ゼロから始める異世界生活）
- ベット・ミドラー
- PORIN（Awesome City Club）
- ボーカロイド
- 松たか子
- 松田聖子
- 松任谷由実
- まる子（ちびまる子ちゃん）
- MISIA
- ミゲル・ゲレイロ
- 水樹奈々
- 美空ひばり
- 南沙織
- 南野陽子
- mihimaru GT
- miwa
- メイ（となりのトトロ）
- 鳴花ヒメ・ミコト（ボーカロイド）
- 持田香織（Every Little Thing）
- 森高千里
- 八神純子
- 八代亜紀
- 山口百恵
- 山下久美子
- 山本リンダ
- 由紀さおり
- 吉岡聖恵（いきものがかり）
- 吉田美和（DREAMS COME TRUE）
- ラトーヤ・ジャクソン
- LiSA
- Little Glee Monster
- レディー・ガガ
- 渡辺真知子
- 渡辺美里

## ディスコグラフィ

### アルバム
| #                                                     | 発売日                        | 作品名                                         | 最高順位                      | 最高順位                      | 認定                          |                               |
| #                                                     | 発売日                        | 作品名                                         | オリコン                      | Hot 100                       | 認定                          |                               |
| シーピーシーレコード レーベル                         | シーピーシーレコード レーベル | シーピーシーレコード レーベル                  | シーピーシーレコード レーベル | シーピーシーレコード レーベル | シーピーシーレコード レーベル | シーピーシーレコード レーベル |
| ----------------------------------------------------- | ----------------------------- | ---------------------------------------------- | ----------------------------- | ----------------------------- | ----------------------------- | ----------------------------- |
| 1st                                                   | 2010年1月13日                 | Anytime musix                                  | －                            | －                            |                               |                               |
| Rhythm Site レーベル                                  |                               |                                                |                               |                               |                               |                               |
| 1st                                                   | 2019年11月15日                | リスペクト！〜私が昭和を歌ったらこんな感じ！〜 | －                            | －                            |                               |                               |
| "—"はチャート圏外、チャート対象外の何れかを意味する。 |                               |                                                |                               |                               |                               |                               |

### 参加作品
| 発売日        | 作品名                           | 最高 順位    | 認定 | アルバム |
| ------------- | -------------------------------- | ------------ | ---- | -------- |
| 2007年4月18日 | 黄金の輝き (NUMBER201 feat.MAKI) | オリコン18位 |      | なし     |

| 発売日         | 作品名                                   | アルバム                |
| -------------- | ---------------------------------------- | ----------------------- |
| 2006年12月22日 | Glorious Days                            | HEAVEN INSIDE           |
| 2006年12月22日 | Cry in the Rain                          | HEAVEN INSIDE           |
| 2006年12月22日 | ALWAYS (A HAND TO HOLD Japanese version) | HEAVEN INSIDE           |
| 2008年9月17日  | My Time (enmaku feat.MAKI)               | The SCREAM              |
| 2009年11月4日  | DRAMA（enmaku feat.荒牧陽子 a.k.a MAKI） | TAMARIBA SOUND          |
| 2010年6月23日  | 風吹く街（HYENA feat.荒牧陽子）          | Session for "THE ALBUM" |
| 2011年1月19日  | My Time 2（enmaku feat.荒牧陽子）        | WE ARE FRESHENER        |
| 2011年4月20日  | 三度笠ポン太は今日も行く                 | ポン太と巡る世界の音楽  |
| 2011年4月20日  | 風に吹かれて三度笠ポン太                 | ポン太と巡る世界の音楽  |
| 2011年4月20日  | 母に抱かれて三度笠ポン太                 | ポン太と巡る世界の音楽  |
| 2011年4月20日  | 愛と勇気の三度笠ポン太                   | ポン太と巡る世界の音楽  |
| 2011年8月13日  | Singing in the rain                      | RADIATA                 |
| 2020年12月23日 | SISTER💄SISTER🌹SISTER💋                 | 大黒摩季 phoenix        |

#### サウンドトラック
BEMANIシリーズサウンドトラック一覧も参照。
| 発売日         | アルバム名                                                        | 曲名                                                              |
| -------------- | ----------------------------------------------------------------- | ----------------------------------------------------------------- |
| 2005年4月13日  | pop'n music 12 いろは AC♥CS pop'n mucs 10                         | My                                                                |
| 2005年7月6日   | GuitarFreaksV & DrumManiaV Soundtracks                            | 三度笠ポン太は今日も行く                                          |
| 2006年4月19日  | GuitarFreaksV2 & DrummaniaV2 SoundTracks                          | 風に吹かれて三度笠ポン太                                          |
| 2006年10月27日 | pop'n music 14 FEVER! AC♥CS pop'n music 12 いろは & 13 カーニバル | ヒツゼンでしょ! (Happy Man Japanese Version)                      |
| 2007年3月8日   | GUITARFREAKS V3 & DRUMMANIA V3 SOUNDTRACKS                        | 母に抱かれて三度笠ポン太                                          |
| 2008年12月5日  | GuitarFreaksV5&DrumManiaV5 Rock to Infinity Original Soundtracks  | Power Game                                                        |
| 2009年1月18日  | HANGAME パチンコDX/パチスロDX Vocal Collection 2008               | マジレス〜リリスのマジカルレッスン〜☆ラッキー☆ハッピー☆WITCH GIRL |
| 2009年2月27日  | jubeat ORIGINAL SOUNDTRACK                                        | I LOVE マミー                                                     |
| 2010年3月24日  | 悪魔城ドラキュラBest Music Collections BOX                        | 月の伝説                                                          |
| 2010年3月24日  | beatmania IIDX 17 SIRIUS ORIGINAL SOUNDTRACK                      | To the Future                                                     |
| 2010年9月22日  | jubeat knit ORIGINAL SOUNDTRACK                                   | Ready Go!!                                                        |
| 2011年4月20日  | jubeat knit APPEND SOUNDTRACK                                     | Ready Go!!(Long Version)                                          |
| 2011年4月20日  | jubeat knit APPEND SOUNDTRACK                                     | 愛と勇気の三度笠ポン太                                            |
| 2011年6月29日  | pop'n music 19 TUNE STREET original soundtrack                    | 風と自転車                                                        |
| 2011年10月12日 | GuitarFreaksXG2 & DrumManiaXG2 Original Soundtracks 2nd season    | REALIZE                                                           |
| 2012年7月25日  | pop'n music 20 fantasia original soundtrack                       | Mighty Guy                                                        |
| 2012年11月21日 | GuitarFreaksXG3 & DrumManiaXG3 Original Soundtracks 2nd season    | 歌の翼                                                            |
| 2012年11月21日 | GuitarFreaksXG3 & DrumManiaXG3 Original Soundtracks 2nd season    | 愛と勇気の三度笠ポン太                                            |
| 2012年11月21日 | GuitarFreaksXG3 & DrumManiaXG3 Original Soundtracks 2nd season    | 歌の翼 (Long Version)                                             |
| 2017年6月18日  | CRリング 呪いの7日間 オリジナルサウンドトラック                   | 雫                                                                |
| 2017年7月28日  | パチンコDX「SUN☆SUN OCEAN」(未販売曲)                             | Splash!                                                           |

#### コンピレーション・アルバム
| 発売日         | アルバム名                                                   | 曲名                              |
| -------------- | ------------------------------------------------------------ | --------------------------------- |
| 2007年5月23日  | GALソンアニメTRANCE-ULTRA MEGA HITS-                         | すいみん不足                      |
| 2007年5月23日  | GALソンアニメTRANCE-ULTRA MEGA HITS-                         | さんぽ                            |
| 2009年2月23日  | Fate/Recapture-original songs collecrion-                    | Alive（NUMBER 201 feat.荒牧陽子） |
| 2010年6月25日  | ナルキッソス〜もしも明日があるなら〜Portableボーカルアルバム | 世界がせつなかった日に            |
| 2010年11月13日 | 激Love J ユーロ〜J-POP COVERS BEST〜Mixed by DJ BOSS         | YES-NO                            |

#### コーラス
| 発売日        | 曲                                  | 備考                                        |
| ------------- | ----------------------------------- | ------------------------------------------- |
| 2005年3月24日 | Delightful                          | 鈴木亜美のシングル                          |
| 2011年4月13日 | 心                                  | 北乃きいのアルバム                          |
| 2011年6月22日 | とある魔術の禁書目録IIアーカイブス2 | 衝動、なのでございますよ。のコーラス        |
| 2011年7月27日 | とある魔術の禁書目録IIアーカイブス3 | BEAT IN（ビリ）! BEAT IN（ビリ）!のコーラス |

## 出演

### テレビ
- シルシルミシル（テレビ朝日）（2010年5月19日）
- Mero.jpミュージックChannel（TOKYO MX）（2010年7月8日）
- スター☆ドラフト会議（日本テレビ）準レギュラー（2011年7月19日、8月30日、10月25日、11月1日、11月15日、11月22日、11月29日）
- ZIP!（日本テレビ）（2011年7月29日）
- ヒルナンデス!（日本テレビ）（2011年8月23日、9月20日）
- 『ぷっ』すま（テレビ朝日）（2011年9月20日）
- 笑っていいとも!（フジテレビ）（2011年9月30日）
- ものまねグランプリ（日本テレビ）（2011年10月4日、12月27日）
- 世界1のSHOWタイム〜ギャラを決めるのはアナタ〜（日本テレビ）（2011年10月9日）
- しゃべくり007（日本テレビ）（2011年10月24日）
- 関ジャニの仕分け∞（テレビ朝日）（2011年10月29日）
- お願い!ランキング（テレビ朝日）（2011年10月29日）
- 人生が変わる1分間の深イイ話（日本テレビ）（2011年10月31日）
- メレンゲの気持ち（日本テレビ）（2011年11月5日）
- 行列のできる法律相談所（日本テレビ）（2011年11月20日）
- 新・情報7DAYS ニュースキャスター（TBS）（2011年11月27日）
- 中居正広の金曜日のスマたちへ（TBS）（2011年12月2日）
- ウルトラヴォイス 声紋認証システムに挑戦（フジテレビ）（2011年12月10日）
- 踊る!さんま御殿!!（日本テレビ）（2011年12月20日）
- 関ジャニ∞のジャニ勉（関西テレビ）（2011年12月28日）
- しゃべくり007（日本テレビ）（2012年1月1日）
- 世界1のSHOWタイム〜ギャラを決めるのはアナタ〜（日本テレビ）（2012年1月2日、9月29日）
- スター☆ドラフト会議（日本テレビ）準レギュラー（2012年1月3日、1月17日、2月28日、3月13日、4月3日、5月15日、5月29日、6月26日、7月3日、7月24日）
- スッキリ (テレビ番組)（日本テレビ）（2012年1月12日）
- お笑いワイドショー マルコポロリ!（関西テレビ）（2012年1月15日）
- 冒険チュートリアル（関西テレビ）（2012年1月23日）
- 金曜スーパープライム「元気が出る名曲ベスト50 絶品ものまね歌謡祭」（日本テレビ）（2012年2月10日）
- HEY!HEY!HEY!（フジテレビ）（2012年2月13日、4月23日）
- グッときた名場面ベスト59（日本テレビ）（2012年2月14日）
- なるほど!ハイスクール（日本テレビ）（2012年2月23日）
- 快傑えみちゃんねる（関西テレビ）（2012年2月24日）
- うわっ!ダマされた大賞（日本テレビ）（2012年3月31日）
- ものまねグランプリ（日本テレビ）（2012年4月1日、9月23日）
- しゃべくり007（日本テレビ）（2012年4月9日）
- 誰だって波瀾爆笑（日本テレビ）（2012年5月6日）
- 笑っていいとも!（フジテレビ）（2012年5月14日）
- お願い!ランキング（テレビ朝日）（2012年5月11日、5月18日、5月25日）
- 人生が変わる1分間の深イイ話（日本テレビ）（2012年5月21日、5月28日）
- 1番ソングSHOW! アノ人がアノ名曲を!最強カバーソングSP（日本テレビ）（2012年6月13日）
- カスペ!・愛しの残念オンナちゃん（フジテレビ）（2012年7月31日）
- 世界一受けたい授業（日本テレビ）（2012年8月11日）
- ダウンタウンDX（読売テレビ）（2012年8月23日）
- メレンゲの気持ち（日本テレビ）（2012年8月25日）
- 24時間テレビ（日本テレビ）（2012年8月26日）
- タカトシの時間ですよ!（TBS）（2012年10月17日）
- 24時間テレビ事前番組（日本テレビ）（2017年8月6日）
- 24時間テレビ（日本テレビ）（2017年8月27日）
- ものまねグランプリ（日本テレビ）（2017年9月26日、12月5日）
- 歌え!昭和のベストテン（BS日テレ）準レギュラー（2017年11月11日、11月18日）
- THEカラオケ★バトル 最強女子ボーカリスト （テレビ東京）（2017年12月20日）
- 歌え!昭和のベストテン（BS日テレ）準レギュラー（2018年1月6日、1月13日、2月17日、3月17日、3月31日）
- ものまねグランプリ（日本テレビ）（2018年5月22日、10月2日、12月18日）
- ダウンタウンDX（読売テレビ）（2018年5月31日）
- THEカラオケ★バトル 歌の異種格闘技戦 （テレビ東京）（2018年6月6日）
- じっくり聞いタロウ〜スター近況㊙報告〜（テレビ東京）（2018年10月25日）
- 7.2 新しい別の窓（ABEMA）（2019年2月3日）
- モノマネでもいいから聴きたい昭和・平成の名曲55（テレビ東京）（2019年5月2日）
- ものまねグランプリ（日本テレビ）（2019年5月7日、10月15日、12月17日）
- 秋田CARAVAN MUSIC FES（スペースシャワーTV）（2019年9月15日）
- 今夜くらべてみました（日本テレビ）（2019年9月25日）
- なんしょん?（岡山放送）（2019年12月30日）
- クイズ!タイムトラベラー（TBS）（2020年4月6日）
- ものまねグランプリ（日本テレビ）（2020年5月19日、9月29日、12月22日）
- ダウンタウンDX（読売テレビ）（2020年7月23日）
- ニンゲン観察バラエティ モニタリング（TBS）（2020年8月13日、12月3日）
- OH！舞DA PUMP!!（dTV)（2020年10月11日）
- ザワつく!金曜日（テレビ朝日）（2020年12月31日）
- ものまね芸人151人がガチで選んだ　いま本当にスゴい! ものまねランキング（テレビ東京）（2021年1月2日）
- NHKのど自慢（NHK総合・ラジオ第1）（2021年1月31日）
- ニンゲン観察バラエティ モニタリング（TBS）（2021年2月11日、3月18日、4月22日、9月16日、10月28日、12月2日）
- 千鳥の鬼レンチャン（フジテレビ）（2021年2月12日、12月29日）
- 有田P おもてなす（NHK総合）（2021年4月3日）
- 『連続チャンピオン』ものまね特典カラオケ 95点以上で連続歌いきれ!（テレビ朝日）（2021年4月25日）
- ものまねグランプリ ガチの歌ものまねNo1.決定戦!（日本テレビ）（2021年5月4日）
- 教えてもらう前と後（TBS）（2021年5月24日、7月19日、8月23日、9月23日）
- ものまねのプロ215人がガチで選んだ　本当にスゴい! 物まものまね芸人ランキング（テレビ東京）（2021年5月27日）
- 水曜日のダウンタウン（フジテレビ）（2021年7月14日）
- 新しいカギ（フジテレビ）（2021年7月16日、12月18日）
- 超逆境クイズバトル!! 99人の壁（フジテレビ）（2021年8月14日）
- 百王（TBS）（2021年9月21日）
- ものまねグランプリ（日本テレビ）（2021年9月28日、12月21日）
- 歌ネタゴングSHOW 爆笑!ターンテーブル（TBS）（2021年10月5日）
- コロッケ全部見せますスペシャル! ～40年の軌跡大全集～（BSテレビ東京）（2021年11月23日）
- ものまね王座決定戦　(フジテレビ) (2021年12月3日)
- 千鳥のクセがスゴいネタGP（フジテレビ）（2021年12月9日）
- 歌ものまね下克上バトル! みんな知ってる! ヒット曲を完全コピー50曲（BSテレビ東京）（2021年12月19日）
- ウラマヨ!（関西テレビ）（2022年1月2日）
- ものまね芸人151人がガチで選んだいま本当にスゴい! ものまねランキング2022（テレビ東京）（2022年1月2日）
- ニンゲン観察バラエティ モニタリング（TBS）（2022年1月27日、2月3日、3月17日、9月15日）
- 内村のツボる動画（テレビ東京）（2022年2月16日）
- 中居正広の金曜日のスマイルたちへ（TBS）（2022年2月25日、6月24日）
- 千鳥のクセがスゴいネタGP（フジテレビ）（2022年3月3日、5月12日、8月25日、10月13日）
- うたつむぎ（フジテレビ）（2022年3月20日、3月27日、7月3日、7月10日）
- THEカラオケ★バトル芸能界最強歌うま王決定戦！2022春（テレビ東京）（2022年4月3日）
- 爆笑そっくりものまね紅白歌合戦スペシャル（フジテレビ）（2022年4月23日）
- ものまねグランプリ ガチの歌ものまねNo1.決定戦!（日本テレビ）（2022年5月3日）
- 声優パーク建設計画メタバース部（テレビ朝日）（2022年5月15日）
- ものまね師弟バトル MANE－1（フジテレビ）（2022年6月4日）
- 千鳥の鬼レンチャン（フジテレビ）（2022年7月3日）
- THEカラオケ★バトル芸能界最強歌うま王決定戦！2022夏（テレビ東京）（2022年8月7日）
- ものまねのプロ152人がガチで選んだ本当に似てる！“歌ものまね”ランキング（テレビ東京）（2022年8月11日）
- くりぃむナンタラ（クイズ！サビカラ！）（テレビ朝日）（2022年8月14日、9月11日）
- ラヴィット!（TBS）（2022年9月9日）
- オオカミ少年（TBS）（2022年9月30日）
- ものまねグランプリ 「今どこに行っても一番ウケるネタ25連発!!」（日本テレビ）（2022年10月25日）
- ものまね王座決定戦 年に一度の鉄板ネタガチンコバトルスペシャル(フジテレビ) (2022年12月9日)
- もっと評価されるべき審議会＜水曜RISE！（フジテレビ）（2022年12月21日、12月28日）
- THEカラオケ★バトル年間チャンピオン2022決定戦（テレビ東京）（2022年12月25日）
- THE鬼タイジ（TBS）（2022年12月31日）
- ラヴィット!（TBS）（2023年1月20日）
- ものまね師弟バトル MANE－1（フジテレビ）（2023年1月21日）
- 〜アーティスト別モノマネ頂上決戦〜俺にアイツを歌わせたら右に出るものはいない〜（TBS）（2023年3月1日）
- ものまねグランプリ 「今1番ウケるネタ春の22連発スペシャル！！」（日本テレビ）（2023年5月2日）
- 爆笑そっくりものまね紅白歌合戦スペシャル (フジテレビ) (2023年5月6日、10月7日)
- 千鳥の鬼レンチャン（フジテレビ）（2023年6月4日）
- 内村のツボる動画（テレビ東京）（2023年6月20日）
- FNSの日 27時間テレビ（フジテレビ）（2023年7月22日）
- 今井了介のおとめし（BSJapanext）（2023年8月3日、8月10日、11月16日）
- ヒルナンデス!（日本テレビ）（2023年8月4日）
- THE鬼タイジ〜フジ鬼ロック2023夏〜（TBS）（2023年8月30日）
- 千鳥のクセがスゴいネタGP2時間スペシャル（フジテレビ）（2023年9月3日）
- ものまねグランプリ 秋の特別編（日本テレビ）（2023年10月24日）
- ニッポン全国!ジモトPR隊（フジテレビ）（2023年11月6日、7日、8日、9日、10日、13日、14日、15日、16日）
- ものまね王座決定戦 年に一度の鉄板ネタガチンコバトルスペシャル（フジテレビ） (2023年11月25日)
- ものまねグランプリ ザ・トーナメント2023（日本テレビ）（2023年12月12日）
- オールスター合唱バトル（フジテレビ）（2023年12月28日）
- 中居正広の金曜日のスマイルたちへ（TBS）（2023年12月29日）
- ぐっさんの日本全国流し旅（BS日テレ）（2024年1月2日）
- 千鳥の鬼レンチャン（フジテレビ）（2024年1月7日）
- BEYOOOOONDS 12時間生放送SP（テレ朝チャンネル）（2024年2月24日）
- 関内デビル（テレビ神奈川）（2024年5月17日）
- FNS鬼レンチャン歌謡祭（フジテレビ）（2024年5月29日）
- 爆笑そっくりものまね紅白歌合戦スペシャル（フジテレビ）（2024年6月15日）
- オールスター合唱バトル2024夏3時間SP 歌ウマ芸能人140人による歌の祭典（フジテレビ）（2024年7月14日）
- ニンゲン観察バラエティ モニタリング（TBS）（2024年7月25日）
- アイドルだらけのものまね王座決定戦（フジテレビ）(2024年7月27日)
- ビストロボイス（NHK教育）（2024年8月6日）
- ぽかぽか（フジテレビ）（2024年9月18日、2024年11月7日、11日14日）
- 爆笑そっくりものまね紅白歌合戦スペシャル（フジテレビ）(2024年10月26日)
- DayDay.（日本テレビ）（2024年11月27日）
- モノマネMONSTER（日本テレビ）（2024年12月2日）
- オールスター合唱バトル（フジテレビ）（2024年12月29日）
- 千鳥の鬼レンチャン（フジテレビ）（2025年1月19日）
- いま日本人に聴いてほしい！歌まねコラボランキング（テレビ東京）（2025年2月3日）
- 水曜日のダウンタウン（TBS）（2025年3月12日）
- 爆笑そっくりものまね紅白歌合戦スペシャル（フジテレビ）（2025年4月19日）
- ニンゲン観察バラエティ モニタリング（TBS）（2025年5月1日）

他、ラジオ、ネット配信番組等多数